# Conan I
|  | Per a altres significats, vegeu «Conan I de Bretanya». |

Conan I (mort abans de 1231) fou vescomte de Léon, succeint al seu pare Guyomarch V. Conan el Breu fou capturat, juntament amb el duc Artur I el 1202 quan assetjaven Mirebeau on Elionor d'Aquitània, àvia d'Artur, contra els seus fills Joan sense Terra qui reclamava el tron d'Anglaterra vacant la mort de Ricard Cor de Lleó el 1199. Empresonat al castell de Chinon, d'on fou alliberat el 1205 per les tropes de Felip August.
Conan, tutor del seu nebot, el jove Enric d'Avaugour, tractà llavors de defensar els drets d'aquest davant l'espoli del nou duc Pere Mauclerc. Entre 1214 i 1216 Léon fou envaït per Pere Mauclerc qui conquerí Lesneven el 1216. La rebel·lió encapçalada per molts nobles bretons, en la que participà Conan el Breu, fou reprimida a la batalla de Châteaubriant el 1222, i aquests nobles hagueren d'acceptar l'hereu del ducat Pere Mauclerc, marit d'Alix de Thouars, com a nou duc de Bretanya.
Conan I es casà cap al 1195 amb Alix de Penthièvre, fille d'Enric d'Avaugour.
El seu fill Guyomarch VI de Léon el succeí com a vescomte de Léon.